# Mayazomus infernalis
Mayazomus infernalis är en spindeldjursart som beskrevs av Paul Reddell och James Cokendolpher 1995. Mayazomus infernalis ingår i släktet Mayazomus och familjen Hubbardiidae. Inga underarter finns listade i Catalogue of Life.